# جواز سفر بهامي
أصدر جواز سفر جزر البهاما لمواطنين جزر البهاما بغرض السفر الدولي. اعتبارًا من مارس 2019، كان لدى مواطني جزر البهاما إمكانية الوصول إلى 154 دولة وإقليم بدون تأشيرة أو تأشيرة عند الوصول، مما جعل جواز سفر جزر البهاما يحتل المرتبة 26 من حيث حرية السفر وفقًا لمؤشر هينلي لجوازات السفر.

## روابط خارجية
- متطلبات جواز سفر جزر البهاما نسخة محفوظة 2 أبريل 2015 على موقع واي باك مشين.